# Gotthard Victor Lechler
Gotthard Victor Lechler (* 18. April 1811 in Klosterreichenbach bei Freudenstadt; † 26. Dezember 1888 in Leipzig) war ein deutscher evangelisch-lutherischer Theologe. Er war Superintendent und Professor in Leipzig und von Amts wegen Mitglied der I. Kammer des Sächsischen Landtags.

## Leben und Wirken
Nachdem er von seinem Vater, dem Pfarrer Viktor Heinrich Lechler einen elementaren Unterricht erhalten hatte, trat Lechler 1825 in das niedere Seminar in Blaubeuren ein. 1829 wechselte an das Tübinger Stift, wo er von 1831 bis 1834 ein Studium der Theologie und Philosophie absolvierte und mit einer doppelten Promotion zum Dr. phil. und Dr. theol. abschloss. Anschließend übernahm er ein Vikariat in Dettingen unter Teck, wurde aber bereits 1835 Repetent am Seminar in Blaubeuren und wechselte 1838 als solcher an das theologische Stift in Tübingen. 1839 wurde er Diakon in Waiblingen, 1853 erhielt er die gleiche Stellung in Knittlingen. 1858 übernahm er das Pfarramt der Thomaskirche in Leipzig und wurde somit Hauptpastor und Superintendent der Messestadt. Mit diesem Amt verbunden war eine Mitgliedschaft in der I. Kammer des Sächsischen Landtags, der er bis zu seiner Emeritierung 1883 angehörte. Von 1858 bis 1888 war er ordentlicher Professor für Kirchengeschichte an der Universität Leipzig. In dieser Zeit übernahm er fünfmal das Dekanat der dortigen Theologischen Fakultät.
Lechler verfasste mehrere kirchen- und reformationsgeschichtliche Bücher und arbeitete an der Allgemeinen Deutschen Biographie mit. Von 1882 bis 1888 war er Herausgeber der Beiträge für Sächsische Kirchengeschichte. Er wurde in der VI. Abteilung des Neuen Johannisfriedhofs beerdigt.

## Ehrungen
Lechler war geistlicher Geheimrat. Von der Universität Göttingen erhielt er eine Ehrenpromotion zum Dr. theol. h. c. Zudem wurde er zum Ritter des Königlich Sächsischen Verdienstordens ernannt. Seit 1887 war er auswärtiges Mitglied der Bayerischen Akademie der Wissenschaften.

## Werke
- Geschichte des englischen Deismus. J. G. Cotta, Tübingen 1841 (Google-Books)
- Das apostolische und das nachapostolische Zeitalter. (Verhandelingen rakende de natuurlijke en geopenbaarde Godsdienst 35). F. Bohn Erben, Haarlem 1851 (Google-Books)
  - Das apostolische und das nachapostolische Zeitalter. Mit Rücksicht auf Unterschied und Einheit in Leben und Lehre. 3., vollständig neubearb. Auflage. H. Reuther, Karlsruhe und Leipzig 1885 (Google-Books; eingeschränkte Vorschau)
- Geschichte der Presbyterial- und Synodalverfassung seit der Reformation. D. Noothoven van Goor, Leiden 1854 (Google-Books)
- Vorwort. In: J. Friedrich Mürdter: Reformatoren und Märtyrer der evangelischen Kirche in England. Karl Winter, Heidelberg 1854 (Google-Books)
- Johannis de Wiclif Tractatus de officio pastorali e Codice vindobonensi. A. Edelmann, Leipzig 1863 (Google-Books)
- Johann Wiclif und die Vorgeschichte der Reformation, Band I-II. Friedrich Fleischer, Leipzig 1873 (Google-Books und Digitalisat der Bayerischen Staatsbibliothek München)
- Urkundenfunde zur Geschichte des christlichen Altertums, Band I-II. A. Edelmann, Leipzig 1885–1886
- Johannes Hus. Ein Lebensbild aus der Vorgeschichte der Reformation. (Schriften des Vereins für Reformationsgeschichte 28). Niemeyer, Halle 1889